# Síndrome de Pendred
El síndrome de Pendred es una enfermedad congénita - presente desde el momento del nacimiento - y hereditaria según un patrón autosómico recesivo. Está provocada por una mutación que afecta al cromosoma 7q22-31.1. Es muy poco frecuente, se calcula que se presenta un caso por cada 80 000 nacimientos y ocasiona el 7.5 % de las sorderas congénitas.

## Historia
La primera descripción fue realizada en 1896 por el médico inglés Vaughan Pendred (1869–1946), que atendió a varios miembros de una familia de la ciudad de Durham, en el noreste de Inglaterra, que presentaban la afección.

## Síntomas

El Síndrome de Pendred se transmite con un patrón autosómico recesivo

Los síntomas principales consisten en sordera bilateral - hipoacusia neurosensorial - que se manifiesta por lo general antes del desarrollo del lenguaje, malformación de los huesos del oído interno, hipotiroidismo, bocio y alteraciones del equilibrio. Es preciso tener en cuenta que las características de la enfermedad presentan gran variabilidad.

## Fisiopatología
En más de la mitad de los casos existe una mutación que afecta al gen SLC26A4 del cromosoma 7 humano. Ello provoca una alteración en la estructura de la pendrina. La pendrina es una proteína que se expresa en el oído, tiroides y riñón, tiene la finalidad de facilitar el transporte de yodo, cloro y bicarbonato al interior de las células.

## Diagnóstico diferencial
Debe distinguirse de otras causas de sordera congénita y de la pérdida de audición de carácter leve o moderado que aparece en personas que presentan déficit de la función del tiroides -hipotiroidismo-.

## Tratamiento
No existe un tratamiento específico para el síndrome de Pendred. Si los niveles de hormona tiroidea disminuyen, es posible que se requieran suplementos de hormona tiroidea . Se recomienda a los pacientes que tomen precauciones contra lesiones en la cabeza.